# Karéliai Front
A Karéliai Front a szovjet Vörös Hadsereg egyik hadseregcsoportja volt a második világháborúban. Karéliában harcolt.

## A háborúban
A Karéliai Frontot 1941 augusztusában hozták létre, úgy, hogy az Északi Frontot kettéosztották, így készülve a Laningrád (a mai Szentpétervár) irányában támadó náci német hadsereggel és a finn hadsereggel való összecsapásra. A másik utódcsoportosulás a Leningrádi Front volt. A Karéliai Front a háború végéig létezett.
A Karéliai Front a Ladoga-tótól és a Szvir folyótól északra eső szektortól a Murmanszk közeléig nyúló területeket felügyelte. A finnekkel és a németekkel is harcban állt a szovjet–finn határ környékén. A háború statikus, korai szakaszában a Ladoga-tó és az Onyega-tó közti arcvonalat a frontfüggetlen 7. hadsereg foglalta el.
1944 folyamán a Karéliai Front a Leningrádi Fronttal együtt hajtotta végre a Finnország elleni végső győzelemhez és tűzszünethez vezető offenzívát. 1944 októberében a Karéliai Front hajtotta végre a győzelmes Petsamo-Kirkenes offenzívát a Wehrmacht ellen, elfoglalva Finnország északi részét, és kiűzve a németeket Norvégia Finnmark régiójából.
A Karéliai Front hajtotta végre az egyetlen arktikus körülmények közt lefolyt sikeres hadműveletet a modern hadviselésben. Az itt nyert tapasztalatokat a szovjet hadvezetés olyan fontosnak tartotta a japán Kvantung-hadsereg elleni mandzsúriai hadjáratban, hogy a Karéliai Front számos fontos tisztjét áthelyezték a bajkáli hadszíntérre.

## Parancsnokai
- Valerian Alexandrovics Frolov vezérezredes (1941 szeptemberétől 1944 februárjáig)
- Kirill Afanaszjevics Mereckov vezérezredes (1944. február – 1945. május)

## Fordítás
Ez a szócikk részben vagy egészben  a   Karelian Front című angol Wikipédia-szócikk ezen változatának fordításán alapul.  Az eredeti cikk szerkesztőit annak laptörténete sorolja fel. Ez a jelzés csupán a megfogalmazás eredetét és a szerzői jogokat jelzi, nem szolgál a cikkben szereplő információk forrásmegjelöléseként.